# ستيفن جاكسون (لاعب كرة قاعدة)
ستيفن جاكسون (بالإنجليزية: Steven Jackson)‏ هو لاعب كرة قاعدة أمريكي، ولد في 15 مارس 1982 في سمتر في الولايات المتحدة.

## وصلات خارجية
- ستيفن جاكسون على موقع دوري كرة القاعدة الرئيسي (الإنجليزية)
- ستيفن جاكسون على موقعبيزبول رفرنس.كوم (الدوري الرئيسي) (الإنجليزية)
- ستيفن جاكسون على موقعبيزبول رفرنس.كوم (الدوري الثانوي) (الإنجليزية)
- ستيفن جاكسون على موقع إي إس بي إن.كوم (أم.أل.بي) (الإنجليزية)
- ستيفن جاكسون على موقع مشجعي الرسوم البيانية (الإنجليزية)